# Cantó d'Antíbol Centre
El cantó d'Antíbol Centre és un cantó francès del departament dels Alps Marítims, situat al districte de Grassa. Compta amb part del municipi d'Antíbol.

## Municipis
- Antíbol

## Història
| Data d'elecció                           | Identitat    | Partit           | Qualitat |
| ---------------------------------------- | ------------ | ---------------- | -------- |
| 1985-1998                                | Jean Bunoz   | UDF              |          |
| 1998-                                    | Georges Roux | UDF, després UMP |          |
| les dades anteriors no són pas conegudes |              |                  |          |
|                                          |              |                  |          |

| 1962 | 1968 | 1975 | 1982 | 1990 | 1999   | 2007   |
| ---- | ---- | ---- | ---- | ---- | ------ | ------ |
| -    | -    | -    | -    | -    | 28.502 | 28.963 |